# Comune di Favrskov
Il comune di Favrskov (in danese Favrskov Kommune) è un comune della Danimarca situato nella regione dello Jutland Centrale (Midtjylland).
Il comune è stato costituito in seguito alla riforma amministrativa del 1º gennaio 2007 accorpando i precedenti comuni di Hadsten, Hammel, Hinnerup, Hvorslev e la parte meridionale del comune di Langå.

## Centri abitati
I centri abitati principali del comune sono:
- Hammel (7 215)
- Hadsten (8 448)
- Hinnerup (8 464)